# Georg Sieglitz
Georg Sieglitz   (Magúncia, 26 d'abril de 1854 - Múnic, 3 de novembre de 1917) va ser un cantant d'òpera alemany (baix). Des de 1898 fins a la seva mort, va treballar com a cantant de cambra a l'Òpera de la Cort de Baviera.
Georg Sieglitz era el fill de l'advocat de Mainz, Georg Michael Sieglitz. Va estudiar primer a la Universitat de Jena i el 1874 al "Corps Guestphalia Jena" actiu. Com a excel·lent consenior en dues ocasions, es va traslladar a la Hessische Ludwigs-Universität, on també es va incorporar al "Corps Starkenburgia" el 1875.
Després de formar-se com a cantant baix a Berlín, va debutar a l'òpera estatal d'Hamburg el 1880 com a Masetto a Don Giovanni. Després va comprometre's a l'òpera de Poznan, l'òpera alemanya al Rin, al teatre de l'estat de Nuremberg, a l'òpera Kroll de Berlín i a l'òpera estatal de Praga. A Praga, va ser fonamental per a la fundació del "Corps Palaio-Àustria".

El 1898 es va convertir en cantant de cambra de l'òpera de la cort de Múnic. Allà va cantar el 1899 en les primeres actuacions de pells d'os de Siegfried de Wagner. A l'estrena de Le donne curiose de Ermanno Wolf-Ferrari a Múnic el 1903, va cantar Arlecchino. Va fer aparicions com a convidat a Berna, Dresden, Colònia, Rotterdam i Wiesbaden. A l'òpera metropolitana va cantar Hunding, Raimondo a Rienzi, Zacharie a Le prophète, Kothner a Die Meistersinger von Nürnberg, King Heinrich a Lohengrin i el rei a Aïda. La seva naturalesa rishish i la seva enorme constitució física van coincidir amb el paper principal al Falstaff de Verdi.
Va estar involucrat en el carnaval de Múnic, Narrhalla.

## Obres
- De la història operística de Múnic, CD. 2006.